# Wingerdweg 110
Wingerdweg 110 is een gebouw aan de Wingerdweg in Amsterdam-Noord.
Het gebouw(tje) dat op de rand van het Noorderpark staat, werd daar neergezet als het kantoor annex parkwachterhuisje van de dienst Beplantingen van de Publieke Werken. Het dateert waarschijnlijk uit de tijd toen het Florapark werd aangelegd, circa 1920. De architect is vooralsnog onbekend, maar het huisje is al terug te vinden op de ontwerptekening. Het gebouw heeft houten gevels en een rieten dak zodat het past binnen de toen landelijke omgeving. In 2013 werd het gebouw aangewezen als gemeentelijk monument. In 2017 is er een hoveniersbedrijf in gevestigd.

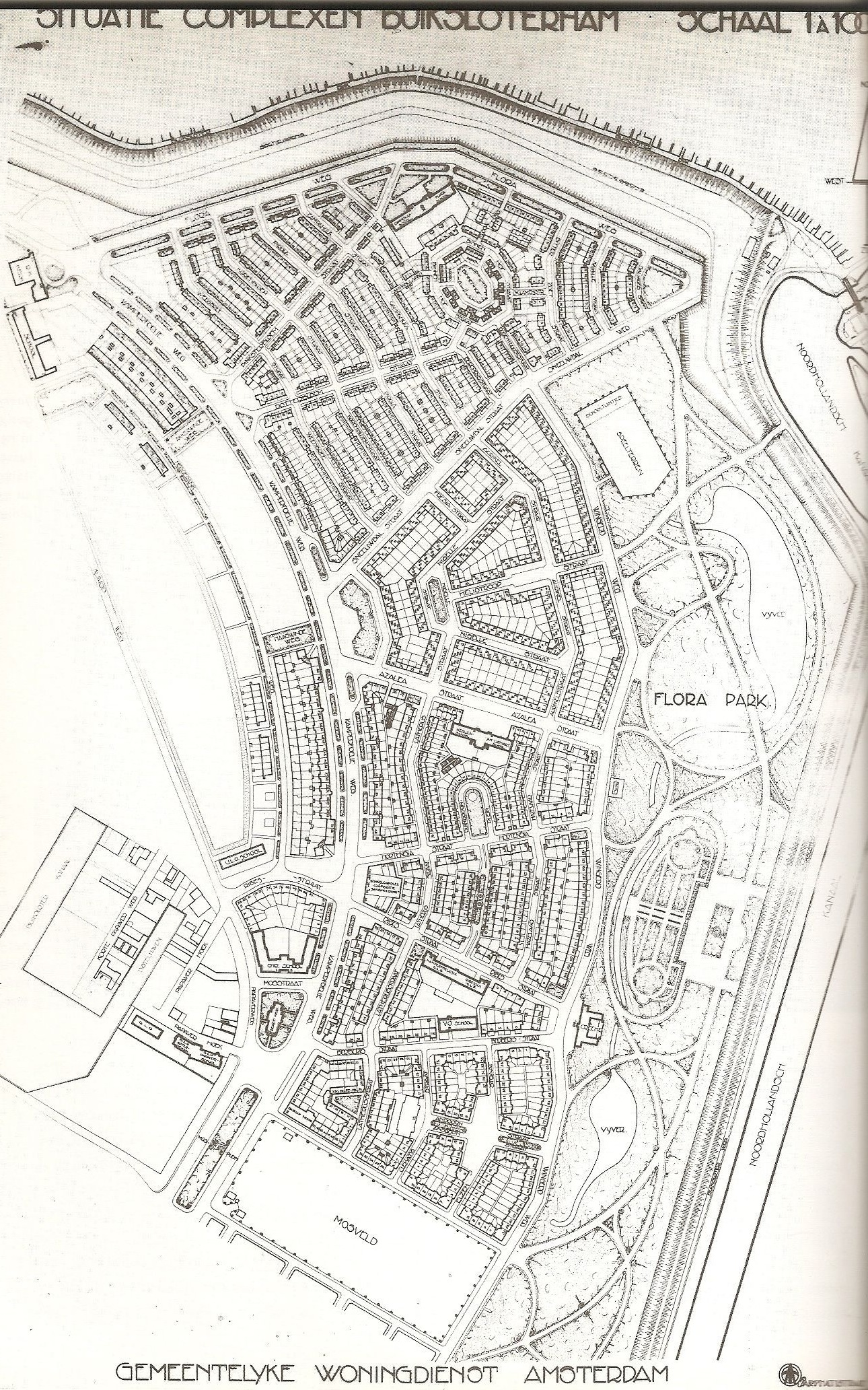
Plattegrond park met gebouwtje, links onder bij opdruk FLORA PARK (1926)